# Saint-Privat-du-Fau
Pour les articles homonymes, voir Saint-Privat et Fau.
Saint-Privat-du-Fau est une commune française, située dans le nord-ouest du département de la Lozère en région Occitanie.
Exposée à un climat de montagne, elle est drainée par la Desges, le ruisseau de Crozac, le ruisseau d'Ermont et par divers autres petits cours d'eau. La commune possède un patrimoine naturel remarquable : un site Natura 2000 (la « montagne de la Margeride ») et deux zones naturelles d'intérêt écologique, faunistique et floristique.
Saint-Privat-du-Fau est une commune rurale qui compte 113 habitants en 2022, après avoir connu un pic de population de 591 habitants en 1896.  Elle fait partie de l'aire d'attraction de Saint-Chély-d'Apcher. Ses habitants sont appelés les Privatains ou  Privataines.

## Géographie

### Localisation
La commune est située dans le nord du département de la Lozère, proche des départements du Cantal et de la Haute-Loire.

### Communes limitrophes
Les communes limitrophes sont  Julianges, Le Malzieu-Forain, Paulhac-en-Margeride et Saint-Léger-du-Malzieu.
| Julianges              |                     | Paulhac-en-Margeride |
|                        | Saint-Privat-du-Fau |                      |
| Saint-Léger-du-Malzieu |                     | Le Malzieu-Forain    |

### Géologie et relief
La commune de Saint-Privat-du-Fau se situe dans la Margeride, vaste région naturelle couvrant les départements du Cantal, de la Haute-Loire et de la Lozère, dont les principales caractéristiques sont : un sol granitique assez pauvre pour la culture, une zone montagneuse au climat rude en hiver et parfois chaud en été et un réseau hydrologique important.
Saint-Privat-du-Fau est installée, à une altitude moyenne de 1 100 m, sur la face sud d'un des contreforts du mont Grand et du mont Mouchet, deux des points culminants de la Margeride. La plupart des habitations sont orientées vers le sud. Le col de la Croix du Fau se trouve au nord du territoire communal à 1 268 m d'altitude.

### Hydrographie
Au pied du village coule une rivière appelée ruisseau de Saint-Privat.

### Climat
Pour des articles plus généraux, voir Climat de l'Occitanie et Climat de la Lozère.
En 2010, le climat de la commune est de type climat des marges montargnardes, selon une étude s'appuyant sur une série de données couvrant la période 1971-2000. En 2020, Météo-France publie une typologie des climats de la France métropolitaine dans laquelle la commune est exposée à un climat de montagne ou de marges de montagne et est dans la région climatique Sud-est du Massif Central, caractérisée par une pluviométrie annuelle de 1 000 à 1 500 mm, minimale en été, maximale en automne.
Pour la période 1971-2000, la température annuelle moyenne est de 7,8 °C, avec une amplitude thermique annuelle de 15,8 °C. Le cumul annuel moyen de précipitations est de 931 mm, avec 10,5 jours de précipitations en janvier et 6,8 jours en juillet. Pour la période 1991-2020, la température moyenne annuelle observée sur la station météorologique la plus proche, située sur la commune de Paulhac-en-Margeride à 5 km à vol d'oiseau, est de 7,9 °C et le cumul annuel moyen de précipitations est de 1 061,2 mm,. Pour l'avenir, les paramètres climatiques de la commune estimés pour 2050 selon différents scénarios d'émission de gaz à effet de serre sont consultables sur un site dédié publié par Météo-France en novembre 2022.

### Milieux naturels et biodiversité

#### Réseau Natura 2000

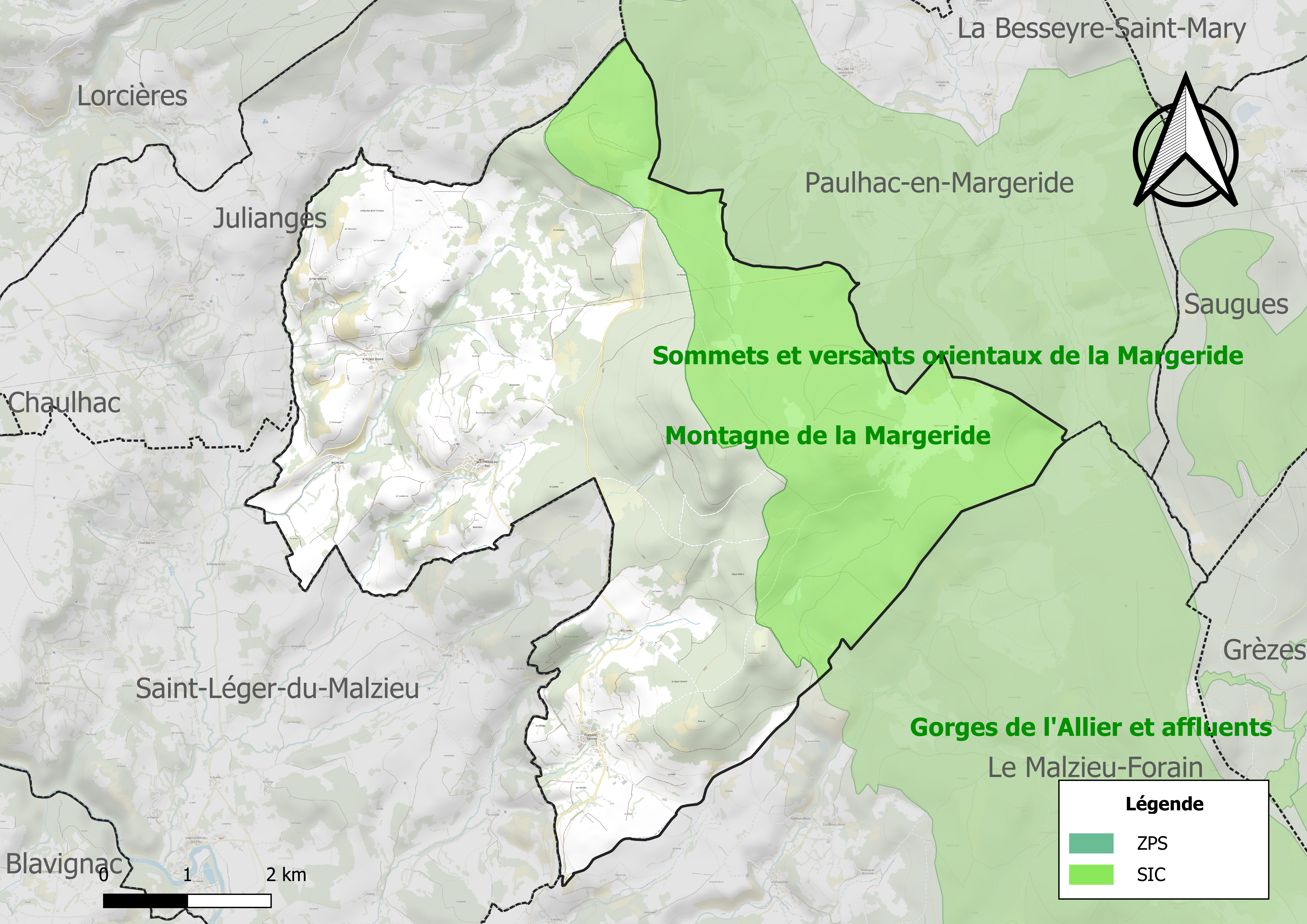
Site Natura 2000 sur le territoire communal.

Le réseau Natura 2000 est un réseau écologique européen de sites naturels d'intérêt écologique élaboré à partir des directives habitats et oiseaux, constitué de zones spéciales de conservation (ZSC) et de zones de protection spéciale (ZPS).
Un site Natura 2000 a été défini sur la commune au titre de la directive habitats : la « montagne de la Margeride », d'une superficie de 9 400 ha, une longue colonne granitique au climat montagnard ayant permis le maintien de tourbières remarquables.

#### Zones naturelles d'intérêt écologique, faunistique et floristique
L’inventaire des zones naturelles d'intérêt écologique, faunistique et floristique (ZNIEFF) a pour objectif de réaliser une couverture des zones les plus intéressantes sur le plan écologique, essentiellement dans la perspective d’améliorer la connaissance du patrimoine naturel national et de fournir aux différents décideurs un outil d’aide à la prise en compte de l’environnement dans l’aménagement du territoire.
Une ZNIEFF de type 1 est recensée sur la commune :
les « tourbières de la montagne du Liconès » (319 ha), couvrant 2 communes du département et une ZNIEFF de type 2, : 
la « montagne de la Margeride et massif du plateau du Palais du Roi » (29 590 ha), couvrant 20 communes du département.

Cartes des ZNIEFF de type 1 et 2 à Saint-Privat-du-Fau.
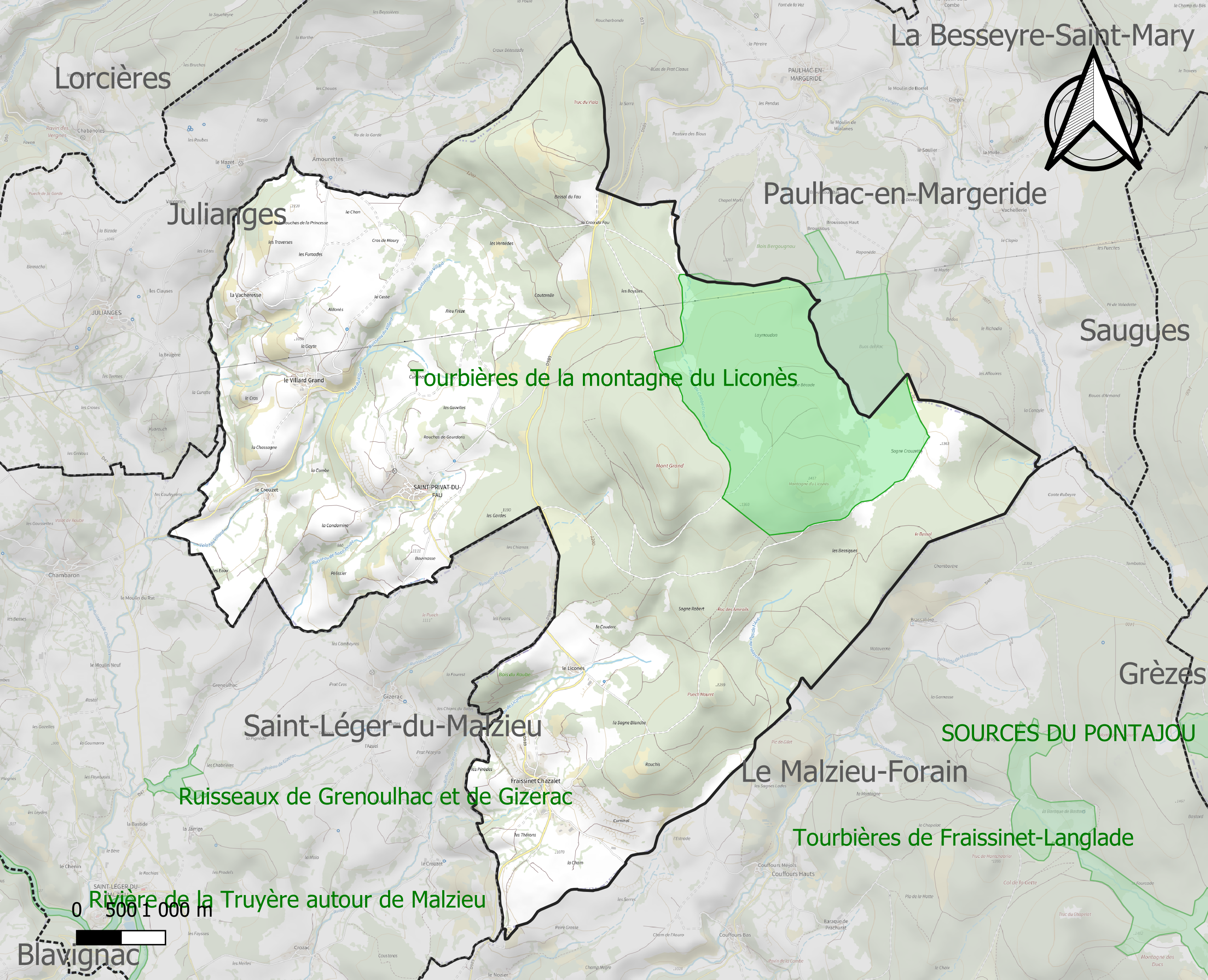
Carte de la ZNIEFF de type 1 sur la commune.
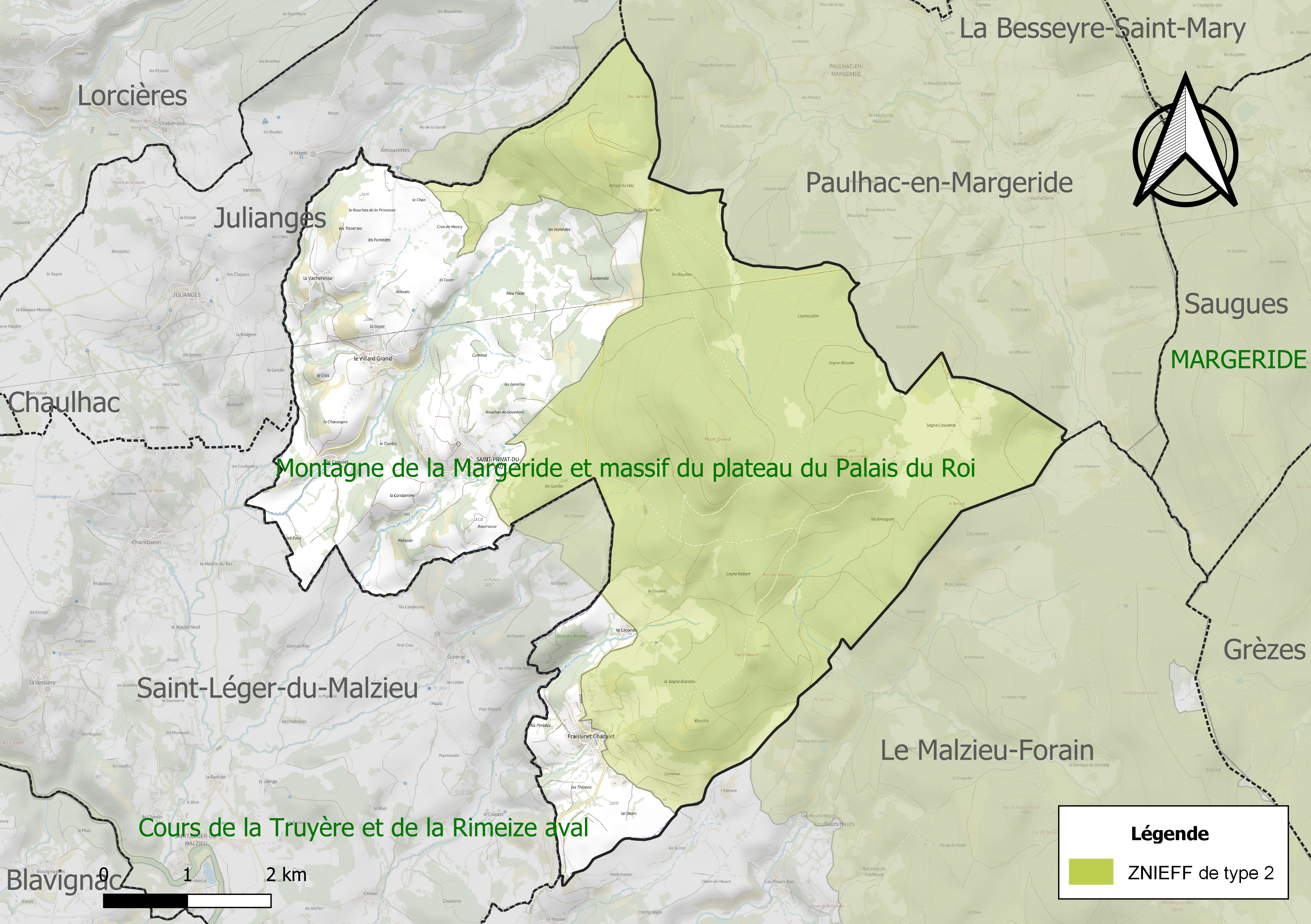
Carte de la ZNIEFF de type 2 sur la commune.

## Urbanisme

### Typologie
Au 1er janvier 2024, Saint-Privat-du-Fau est catégorisée commune rurale à habitat très dispersé, selon la nouvelle grille communale de densité à sept niveaux définie par l'Insee en 2022.
Elle est située hors unité urbaine. Par ailleurs la commune fait partie de l'aire d'attraction de Saint-Chély-d'Apcher, dont elle est une commune de la couronne,. Cette aire, qui regroupe 22 communes, est catégorisée dans les aires de moins de 50 000 habitants,.

### Occupation des sols
L'occupation des sols de la commune, telle qu'elle ressort de la base de données européenne d’occupation biophysique des sols Corine Land Cover (CLC), est marquée par l'importance des forêts et milieux semi-naturels (65,1 % en 2018), une proportion identique à celle de 1990 (65,1 %). La répartition détaillée en 2018 est la suivante : 
forêts (61,6 %), zones agricoles hétérogènes (23,7 %), prairies (11,2 %), milieux à végétation arbustive et/ou herbacée (3,5 %). L'évolution de l’occupation des sols de la commune et de ses infrastructures peut être observée sur les différentes représentations cartographiques du territoire : la carte de Cassini (XVIIIe siècle), la carte d'état-major (1820-1866) et les cartes ou photos aériennes de l'IGN pour la période actuelle (1950 à aujourd'hui).

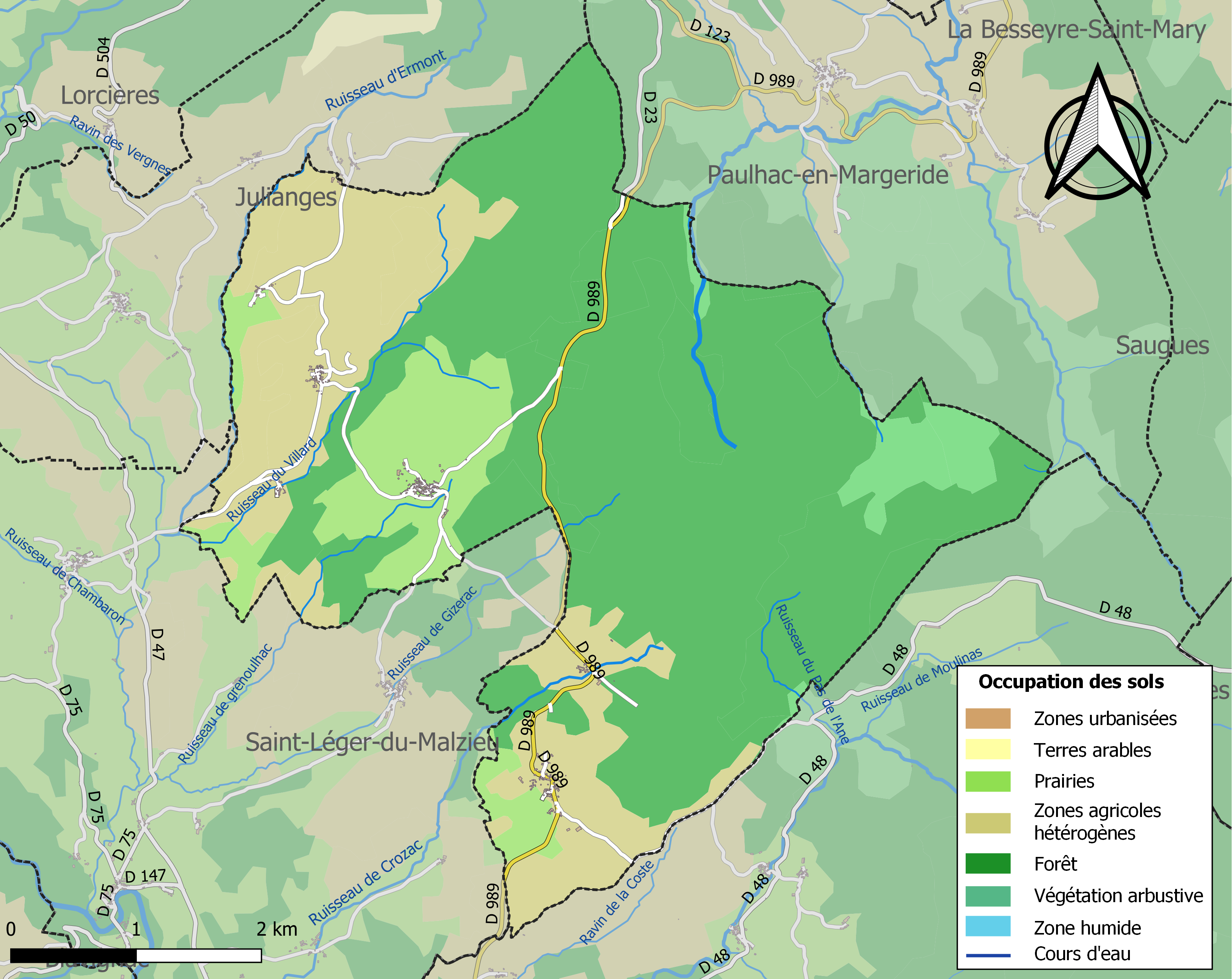
Carte des infrastructures et de l'occupation des sols de la commune en 2018 (CLC).

### Risques majeurs
Le territoire de la commune de Saint-Privat-du-Fau est vulnérable à différents aléas naturels : météorologiques (tempête, orage, neige, grand froid, canicule ou sécheresse), feux de forêts, mouvements de terrains et séisme (sismicité faible). Il est également exposé à un risque particulier : le risque de radon. Un site publié par le BRGM permet d'évaluer simplement et rapidement les risques d'un bien localisé soit par son adresse soit par le numéro de sa parcelle.

#### Risques naturels
Saint-Privat-du-Fau est exposée au risque de feu de forêt. Un plan départemental de protection des forêts contre les incendies (PDPFCI) a été approuvé en décembre 2014 pour la période 2014-2023. Les mesures individuelles de prévention contre les incendies sont précisées par divers arrêtés préfectoraux et s’appliquent dans les zones exposées aux incendies de forêt et à moins de 200 mètres de celles-ci. L’arrêté du 23 mars 2018, complété par un arrêté de 2020, réglemente l'emploi du feu en interdisant notamment d’apporter du feu, de fumer et de jeter des mégots de cigarette dans les espaces sensibles et sur les voies qui les traversent sous peine de sanctions. L'arrêté du 23 août 2021, abrogeant un arrêté de 2002, rend le débroussaillement obligatoire, incombant au propriétaire ou ayant droit,,.

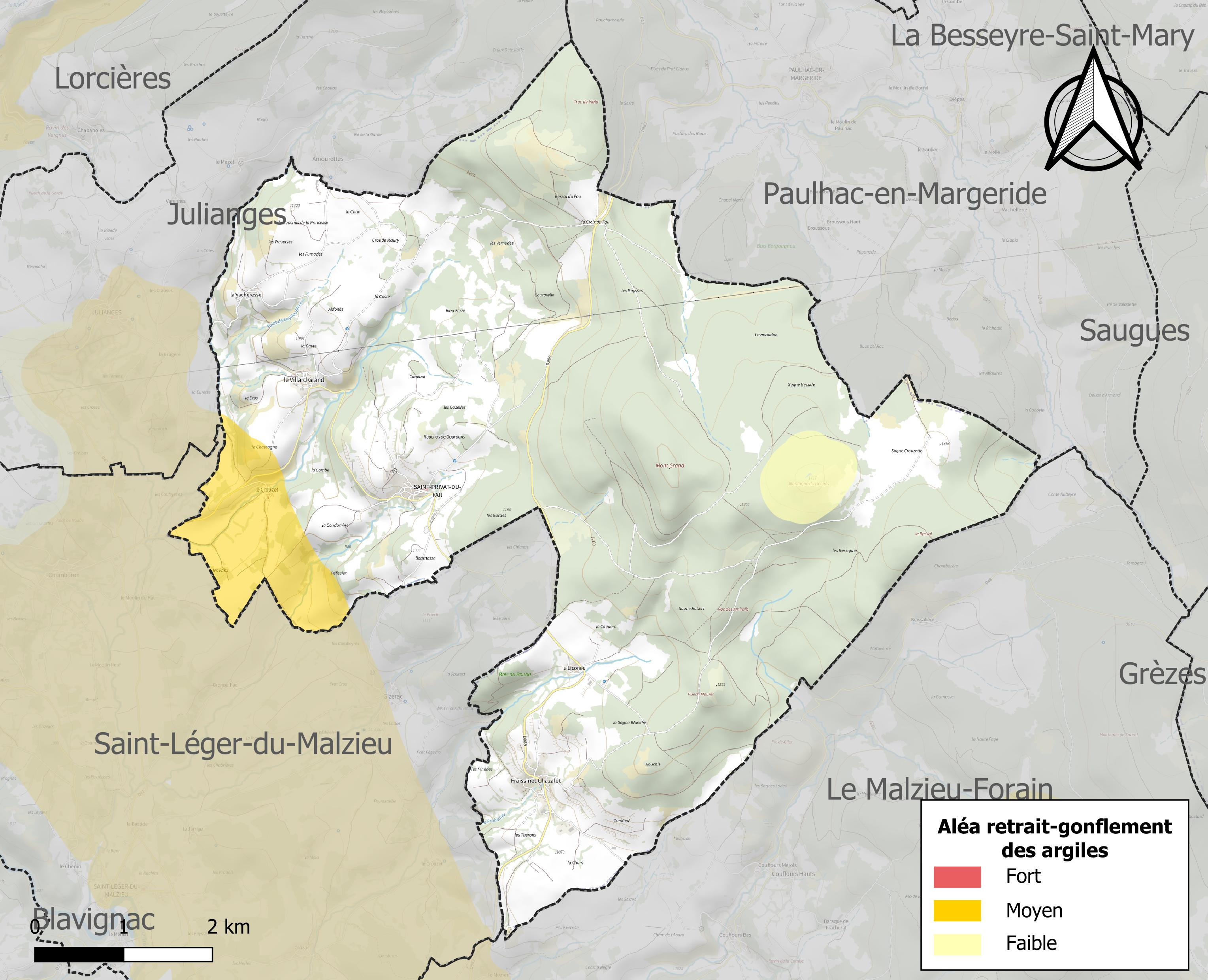
Carte des zones d'aléa retrait-gonflement des sols argileux de Saint-Privat-du-Fau.

Les mouvements de terrains susceptibles de se produire sur la commune sont des tassements différentiels.
Le retrait-gonflement des sols argileux est susceptible d'engendrer des dommages importants aux bâtiments en cas d’alternance de périodes de sécheresse et de pluie. 5,1 % de la superficie communale est en aléa moyen ou fort (15,8 % au niveau départemental et 48,5 % au niveau national). Sur les 124 bâtiments dénombrés sur la commune en 2019,  5 sont en aléa moyen ou fort, soit 4 %, à comparer aux 14 % au niveau départemental et 54 % au niveau national. Une cartographie de l'exposition du territoire national au retrait gonflement des sols argileux est disponible sur le site du BRGM,.
Par ailleurs, afin de mieux appréhender le risque d’affaissement de terrain, l'inventaire national des cavités souterraines permet de localiser celles situées sur la commune.
La commune a été reconnue en état de catastrophe naturelle au titre des dommages causés par les inondations et coulées de boue survenues en 1982, 1994, 2003 et 2020.

#### Risque particulier
Dans plusieurs parties du territoire national, le radon, accumulé dans certains logements ou autres locaux, peut constituer une source significative d’exposition de la population aux rayonnements ionisants. Certaines communes du département sont concernées par le risque radon à un niveau plus ou moins élevé. Selon la classification de 2018, la commune de Saint-Privat-du-Fau est classée en zone 3, à savoir zone à potentiel radon significatif.

## Toponymie
Le village de Saint-Privat-du-Fau tient son nom du saint évangélisateur et premier évêque du Gévaudan au IIIe siècle, saint Privat. L'ajout « du Fau » vient du nom d'un arbre, le hêtre, que l'on trouve en abondance dans le secteur et qu'on appelle en français local, le « fayard » ou le « fau » en occitan.
Ses habitants sont appelés les Privatains.

## Histoire
Peu de données existent sur l'origine du village en lui-même. L'église a sans doute été construite au XIIe siècle. On peut donc logiquement en déduire qu'un bourg existait à cet endroit.
Les habitations du village datent, pour les plus anciennes, de la seconde moitié du XIXe siècle.
Du fait de sa position géographique, légèrement en retrait de la voie principale de communication entre Saint-Chély-d'Apcher et Saugues, Saint-Privat-du-Fau a connu un développement relativement lent mais qui a permis aussi de préserver une certaine authenticité.
Souffrant d'un exode important depuis les années 1970 et 80 (fermeture de l'épicerie, du café, de l'école, etc.), Saint-Privat est cependant devenue un lieu de villégiature principalement en été. Les anciennes maisons ont été bien souvent rachetées et rénovées. Les estivants sont soit des membres de familles originaires du village, soit des nouveaux venus.
La municipalité a rénové l'ancien presbytère pour en faire un gîte rural.
Le principal évènement dans l'histoire du village a été son implication dans le terrible épisode de la Bête du Gévaudan. Au XVIIIe siècle, cette bête sévissait autour du village de Saint-Privat. On rapporte qu'un jour, une habitante du village prenait de l'eau à la fontaine appelée « Font Basse ». Dans la pénombre, elle sent qu'on lui pose la main sur l'épaule. Croyant à la présence d'un amoureux, elle se retourne pour l'éconduire. Mais elle se retrouve face à face avec la Bête ! Les hurlements de la jeune fille mirent en fuite l'animal. Encore aujourd'hui, on peut voir dans le village, la « Font Basse » où a eu lieu l'événement.

## Politique et administration
| Période                                  | Période  | Identité            | Étiquette | Qualité |
| ---------------------------------------- | -------- | ------------------- | --------- | ------- |
| Les données manquantes sont à compléter. |          |                     |           |         |
| 2001                                     | En cours | Jean-Claude Laurent | DVD       |         |

## Démographie
L'évolution du nombre d'habitants est connue à travers les recensements de la population effectués dans la commune depuis 1793. Pour les communes de moins de 10 000 habitants, une enquête de recensement portant sur toute la population est réalisée tous les cinq ans, les populations de référence des années intermédiaires étant quant à elles estimées par interpolation ou extrapolation. Pour la commune, le premier recensement exhaustif entrant dans le cadre du nouveau dispositif a été réalisé en 2007.

En 2022, la commune comptait 113 habitants, en évolution de −13,08 % par rapport à 2016 (Lozère : +0,11 %, France hors Mayotte : +2,11 %).
| 1793 | 1800 | 1806 | 1821 | 1831 | 1836 | 1841 | 1846 | 1851 |
| ---- | ---- | ---- | ---- | ---- | ---- | ---- | ---- | ---- |
| 521  | 422  | 524  | 446  | 500  | 477  | 555  | 518  | 478  |

| 1856 | 1861 | 1866 | 1872 | 1876 | 1881 | 1886 | 1891 | 1896 |
| ---- | ---- | ---- | ---- | ---- | ---- | ---- | ---- | ---- |
| 459  | 420  | 476  | 472  | 497  | 515  | 531  | 542  | 591  |

| 1901 | 1906 | 1911 | 1921 | 1926 | 1931 | 1936 | 1946 | 1954 |
| ---- | ---- | ---- | ---- | ---- | ---- | ---- | ---- | ---- |
| 517  | 530  | 505  | 444  | 445  | 440  | 343  | 316  | 290  |

| 1962 | 1968 | 1975 | 1982 | 1990 | 1999 | 2006 | 2007 | 2012 |
| ---- | ---- | ---- | ---- | ---- | ---- | ---- | ---- | ---- |
| 242  | 213  | 202  | 156  | 120  | 118  | 129  | 130  | 136  |

| 2017 | 2022 | - | - | - | - | - | - | - |
| ---- | ---- | - | - | - | - | - | - | - |
| 124  | 113  | - | - | - | - | - | - | - |

## Économie

### Emploi
|                | 2008  | 2013  | 2018  |
| -------------- | ----- | ----- | ----- |
| Commune        | 5,1 % | 6,5 % | 3,3 % |
| Département    | 5 %   | 6,4 % | 7,1 % |
| France entière | 8,3 % | 10 %  | 10 %  |

En 2018, la population âgée de 15 à 64 ans s'élève à 58 personnes, parmi lesquelles on compte 67,2 % d'actifs (63,9 % ayant un emploi et 3,3 % de chômeurs) et 32,8 % d'inactifs,. En  2018, le taux de chômage communal (au sens du recensement) des 15-64 ans est inférieur à celui de la France et département, alors qu'en 2008 il était supérieur à celui du département et inférieur à celui de la France.
La commune fait partie de la couronne de l'aire d'attraction de Saint-Chély-d'Apcher, du fait qu'au moins 15 % des actifs travaillent dans le pôle,. Elle compte 18 emplois en 2018, contre 19 en 2013 et 20 en 2008. Le nombre d'actifs ayant un emploi résidant dans la commune est de 39, soit un indicateur de concentration d'emploi de 46,4 % et un taux d'activité parmi les 15 ans ou plus de 38,1 %.
Sur ces 39 actifs de 15 ans ou plus ayant un emploi, 17 travaillent dans la commune, soit 44 % des habitants. Pour se rendre au travail, 75,6 % des habitants utilisent un véhicule personnel ou de fonction à quatre roues, 12,2 % s'y rendent en deux-roues, à vélo ou à pied et 12,2 % n'ont pas besoin de transport (travail au domicile).

## Culture locale et patrimoine

### Lieux et monuments

#### L'église Saint-Privatde Saint-Privat-du-Fau
L'édifice est référencé dans la base Mérimée et à l'Inventaire général Région Occitanie.
Le clocher à peigne de l'église est l'un des plus beaux de la Lozère. Les trois niveaux d'arcature, qui en font l'un des clochers les plus originaux du département, sont développés comme suit : de la base au sommet, quatre arcs, deux arcs et un arc. Dans l'arcature de base, on trouve 3 cloches. Les cloches ont été restaurées en 2011 par Bodet. Elles sont accordées comme suit
- Fa#3 fondue en 1881 par Burnichon (fondeur à Clermont-Ferrand)
- La3 fondue en 1881 par Burnichon (fondeur à Clermont-Ferrand)
- Do#4 fondue en 1638 (non signée)
L'église a sans doute été construite au XIIe siècle par les moines de l'abbaye de Pébrac, près de Langeac actuellement dans la Haute-Loire.
La façade de l'église date du XIXe siècle comme l'indique le cartouche au-dessus du porche d'entrée où est gravé « 1888 ».
La porte d'entrée est moderne. Le porche en lui-même est gothique. Peut-être s'agit-il de réemploi de l'ancien porche. Un œil-de-bœuf au-dessus de la porte permet l'éclairage de la tribune à l'intérieur.
À l'intérieur, l'église est composée d'une nef unique, voûtée en plein-cintre sur arcs doubleaux. La nef distribue quatre petites chapelles éclairées par une fenêtre en arc simple.
L'édifice étant à demi-enterré sur sa face nord, l'éclairage de l'ensemble s'effectue par les baies situées au sud.
Le chœur de l'église, qui est voûté en cul-de-four, témoin de la construction ancienne, est lui aussi éclairé par le sud grâce à des baies à arc simple.
Les arcatures incluses dans le mur du chœur possèdent des chapiteaux historiés et une porte donne accès à la sacristie.
Dernier élément, la tribune en bois située au-dessus de l'entrée, génère une sorte de petit narthex. Cette tribune, par laquelle on accède grâce à un escalier étroit, est encore occupée de nos jours par les hommes du village lors des offices.
L'église a bénéficié d'une campagne de rénovation à la fin du XXe siècle. La couverture en tuiles romaines de l'église fut remplacée par une couverture en lauzes.
En 2012, les façades ont été rénovées. Le clocher a fait aussi l'objet d'une profonde rénovation la même année.
Jusqu'à une période récente, l'église était entourée d'un cimetière, ultime témoignage d'une pratique très ancienne qui voulait que les morts côtoient les vivants. Les tombes présentes dataient principalement du XIXe siècle. Les dernières inhumations ont eu lieu au milieu du XXe siècle, avant la création d'un cimetière à la périphérie du village. Au début des années 2000, le cimetière primitif a été supprimé. Les sépultures ont été regroupées dans une fosse commune installée dans une extension du cimetière nouveau. À la place de l'ancien cimetière, un monument aux morts a été implanté.

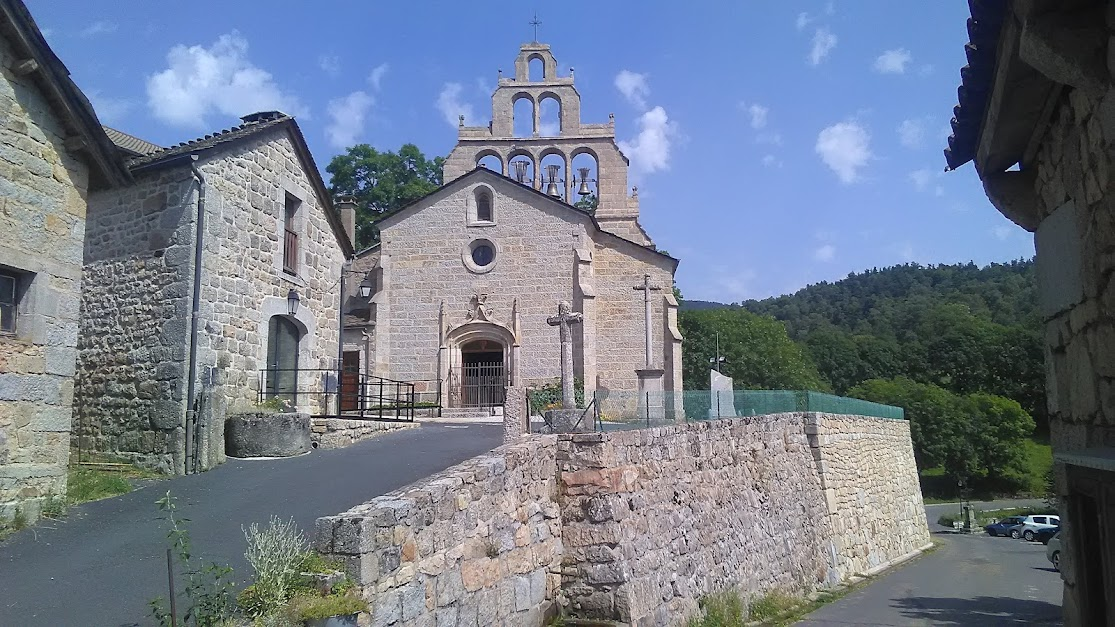
Église de Saint-Privat.
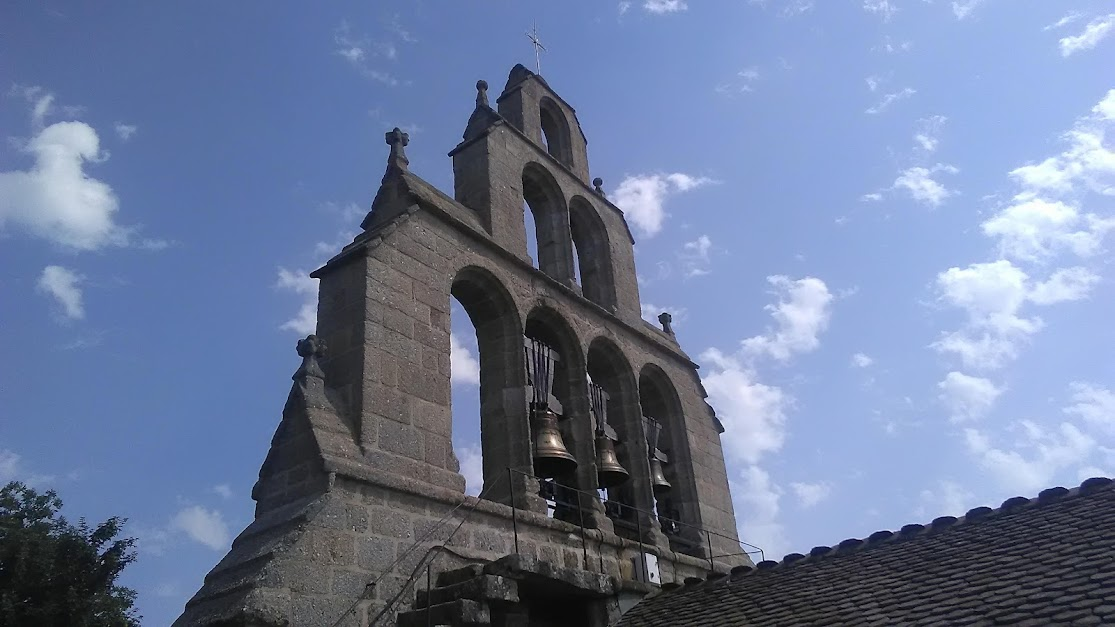
Clocher de l'église de Saint-Privat.
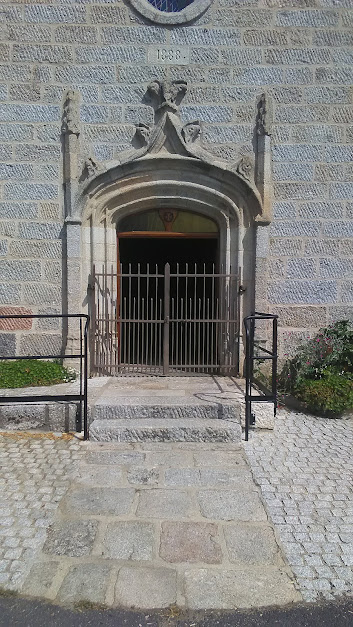
Portail de l'église de Saint-Privat.

#### Habitations et installations
Dans le village lui-même, certaines maisons présentent un intérêt architectural non négligeable.
On y rencontre des linteaux de portes tout à fait impressionnant, constitués d'un seul énorme bloc de granit. Certaines anciennes portes ont été conservées avec leurs heurtoirs d'époque. Il faut aussi noter que dans certaines granges, les charpentes en chêne ont été conservées. Elles aussi présentent un réel intérêt.

##### Four banal
Le village a conservé son four banal. Installé au centre des habitations, il a longtemps été négligé mais depuis peu, il a été rénové. Il est constitué de deux fours et possède encore les instruments de boulangerie notamment les longues pelles en bois pour aller retirer les pains des fours. Il est utilisé une à deux fois par an par le comité des jeunes.

##### Métier à ferrer
Juste à côté du four, on trouve un métier à ferrer ou « farrèire » en patois local. Il s'agit d'un dispositif permettant de ferrer les bovins pour les travaux des champs (inusité de nos jours). Contrairement à d'autres métiers à ferrer des alentours, celui de Saint-Privat a conservé le joug qui permettait de bloquer la tête de l'animal pendant les opérations.

##### Abreuvoirs
Dans la partie basse du village, on rencontre un abreuvoir couvert. Par ailleurs, un peu partout dans le village, on trouve des abreuvoirs pour les animaux. Taillés dans un bloc de granit, ces abreuvoirs ont été remis en eau récemment. À l'entrée du village, on découvre en contrebas du mur de soutènement d'un parking, un abreuvoir dont la taille est resté inachevée.

##### Autres
Sous l'église, à un carrefour, on découvre une croix de mission datant de 1940.

### Personnalités liées à la commune
- Augustin Trébuchon, dernier soldat tué au combat lors de la Première Guerre mondiale était berger à Saint-Privat-du-Fau au moment de sa mobilisation en 1914.